# Grupo Desportivo Estoril-Praia
Pour les articles homonymes, voir Estoril (homonymie).
Maillots
Actualités
Le Grupo Desportivo Estoril-Praia ou Estoril est un club de football portugais fondé le 17 mai 1939.
Basé à Estoril, dans le district de Lisbonne, le club évolue en première division portugaise depuis sa montée lors de la saison 2020-2021. Le club joue actuellement au Estádio António Coimbra da Mota qui possède une capacité de 5 015 sièges. Le club d'Estoril Praia a également des sections pour le futsal et le basketball.

## Historique
Le club passe 20 saisons en Liga Sagres (1re division). 
Il obtient son meilleur résultat en D1 lors de la saison 1947-1948, où il se classe 4e du championnat, avec 16 victoires, 4 matchs nuls et 6 défaites.
La dernière présence en 1re division du GD Estoril Praia remonte à la saison 2004-2005.
Le club atteint la finale de la Coupe du Portugal en 1944 (défaite 8-0 face au Benfica Lisbonne). C'est la seule finale jouée par Estoril Praia.
En 2013 ils finissent 5èmes en championnat ils se qualifient en Ligue Europa 2013-2014 ou ils elimineront au troisième tour le Hapoël Ramat Gan et aux barrages le FC Pasching club de troisième division autrichiene. 
En phase de groupes ils finiront derniers du Groupe H composé du FC Séville Slovan Liberec et SC Fribourg sans aucune victoire. 
En 2013-2014 Estoril réalise la meilleure saison de son histoire en finissant quatrième du championnat portugais a seulement 7 points des barrages de la Ligue des champions ils se qualifiront en Ligue Europa 2014-2015
Contre le Panathinaïkos, le 2 octobre 2014, Estoril remporte son premier match de Ligue Europa.
Mais finira 3ème de son groupe a 3 points du PSV Eindhoven.

## Palmarès
- Championnat du Portugal de deuxième division (7) :
  - Champion : 1942, 1944, 1946, 1975, 2004, 2012 et 2021

- Championnat du Portugal de troisième division (1) :
  - Champion : 2003 (Zone Sud)

- Coupe du Portugal
  - Finaliste : 1944

- Coupe de la Ligue portugaise
  - Finaliste : 2024

## Personnalités du club

### Effectif professionnel actuel
| N° | Nat.                    | Poste | Nom du joueur     |
| -- | ----------------------- | ----- | ----------------- |
| 1  | Drapeau de l'Espagne    | G     | Joel Robles       |
| 4  | Drapeau du Portugal     | D     | Ferro             |
| 5  | Drapeau du Portugal     | D     | Diogo Brasido     |
| 6  | Drapeau de l'Espagne    | M     | Jandro Orellana   |
| 7  | Drapeau de la Géorgie   | M     | Nodar Lominadze   |
| 8  | Drapeau du Portugal     | M     | Xeka              |
| 9  | Drapeau du Venezuela    | A     | Alejandro Marqués |
| 10 | Drapeau de l'Écosse     | M     | Jordan Holsgrove  |
| 11 | Drapeau de l'Angleterre | A     | Khayon Edwards    |
| 12 | Drapeau du Portugal     | M     | João Carvalho     |
| 14 | Drapeau du Maroc        | A     | Yanis Begraoui    |
| 16 | Drapeau de la Slovénie  | G     | Martin Turk       |
| 17 | Drapeau du Cap-Vert     | A     | Fabrício Garcia   |
| 19 | Drapeau du Portugal     | A     | André Lacximicant |

| No. | Nat.                  | Position | Nom du joueur                              |
| --- | --------------------- | -------- | ------------------------------------------ |
| 20  | Drapeau du Portugal   | D        | Gonçalo Costa                              |
| 21  | Drapeau du Portugal   | M        | Pizzi                                      |
| 22  | Drapeau du Portugal   | D        | Pedro Carvalho                             |
| 24  | Drapeau du Portugal   | D        | Pedro Amaral                               |
| 25  | Drapeau de l'Autriche | D        | Felix Bacher                               |
| 31  | Drapeau du Portugal   | G        | Diogo Dias                                 |
| 44  | Drapeau du Togo       | D        | Kévin Boma                                 |
| 45  | Drapeau du Brésil     | M        | Patrick de Paula (en prêt de Botafogo)     |
| 57  | Drapeau de la France  | D        | Longin Bimai                               |
| 70  | Drapeau du Portugal   | A        | Peixinho                                   |
| 90  | Drapeau du Portugal   | M        | Tiago Brito                                |
| 99  | Drapeau de l'Algérie  | A        | Rafik Guitane                              |
|     | Drapeau d’Israël      | D        | Or Israelov (en prêt de l'Hapoel Tel Aviv) |
|     | Drapeau de l'Espagne  | D        | Ricard Sánchez                             |

### Anciens joueurs
- Amoreirinha
- Luís Andrade
- José António
- Jorge Baptista
- Hélder Cristóvão
- Filipe da Costa
- Paulo Ferreira
- Alberto Jesus
- Licá
- Madjer
- Mano
- Carlos Manuel
- José Mota
- António Pacheco
- Pauleta
- Gonçalo Santos (en)
- Marco Silva
- José Torres
- Steven Vitória
- André Barreto
- Vagner da Silva
- Carlos Eduardo
- Jardel
- Jefferson
- Reinaldo
- Dady
- Fernando Varela
- Paulo Pina
- Yohan Tavares
- Dominique Aulanier
- Fabrice Catherine
- Yannick Quesnel
- Tomislav Ivković
- Stoycho Mladenov
- Jari Rantanen
- Kasper Schmeichel
- Bryan Arguez
- Erwin Sánchez
- Henri Antchouet
- Aziz Bouderbala
- Karim Fellahi
- Gerso Fernandes

### Anciens entraîneurs
| - Augusto Siîva (1942–45) - János Biri (1947–49) - Jimmy Hagan (1973–75) - António Medeiros (1975–77) - José Torres (1979–81) - Jimmy Hagan (1981–82) - Mário Wilson (1983–84) - António Medeiros (1984) - Mário Wilson (1984–86) - António Fidalgo (1986–87) - Fernando Santos (1987–94) - Carlos Manuel (1994–96) - Isidro Beato (1996–98) | - Rui Águas (1998–99) - Minervino Pietra (1999–00) - José Rachão (pt) (2000–01) - José Morais (2001–02) - Ulisses Morais (Nov 1, 2002–Aout 23, 2004) - Litos (Aout 24, 2004–Juin 30, 2005) - Daúto Faquirá (July 1, 2005–Jan 5, 2006) - Marco Paulo (Jan 6, 2006–Jan 27, 2006) - Litos (Jan 28, 2006–Mai 24, 2007) - Tulipa (Mai 28, 2007–Sept 24, 2008) | - Manuel Pinho (intérim) (Sept 25, 2008–Sept 29, 2008) - João Carlos Pereira (Sept 30, 2008–Mai 25, 2009) - Hélder Cristóvão (Juillet 1, 2009–Sept 28, 2009) - Neca (Sept 29, 2009–Mai 10, 2010) - Vinícius Eutrópio (Mai 14, 2010–Sept 27, 2011) - Marco Silva (Sept 28, 2011–mai 2014) - José Couceiro (depuis mai 2014) |  |

## Bilan sportif
|           | I   | II  | III | IV  | V   |
| 1944-1945 | 7   |     |     |     |     |
| 1945-1946 |     | ... |     |     |     |
| 1946-1947 | 5   |     |     |     |     |
| 1947-1948 | 4   |     |     |     |     |
| 1948-1949 | 5   |     |     |     |     |
| 1949-1950 | 12  |     |     |     |     |
| 1950-1951 | 11  |     |     |     |     |
| 1951-1952 | 9   |     |     |     |     |
| 1952-1953 | 14  |     |     |     |     |
| ...       | ... | ... | ... | ... | ... |
| 1975-1976 | 8   |     |     |     |     |
| 1976-1977 | 11  |     |     |     |     |
| 1977-1978 | 11  |     |     |     |     |
| 1978-1979 | 11  |     |     |     |     |
| 1979-1980 | 14  |     |     |     |     |
| 1980-1981 |     | ... |     |     |     |
| 1981-1982 | 12  |     |     |     |     |
| 1982-1983 | 11  |     |     |     |     |
| 1983-1984 | 14  |     |     |     |     |
| ...       | ... | ... | ... | ... | ... |
| 1990-1991 |     | 2   |     |     |     |
| 1991-1992 | 10  |     |     |     |     |
| 1992-1993 | 13  |     |     |     |     |
| 1993-1994 | 18  |     |     |     |     |
| 1994-1995 |     | 5   |     |     |     |
| 1995-1996 |     | 12  |     |     |     |
| 1996-1997 |     | 7   |     |     |     |
| 1997-1998 |     | 7   |     |     |     |
| 1998-1999 |     | 18  |     |     |     |
| 1999-2000 |     |     | 4   |     |     |
| 2000-2001 |     |     | 12  |     |     |
| 2001-2002 |     |     | 5   |     |     |
| 2002-2003 |     |     | 1   |     |     |
| 2003-2004 |     | 1   |     |     |     |
| 2004-2005 | 17  |     |     |     |     |
| 2005-2006 |     | 9   |     |     |     |
| 2006-2007 |     | 10  |     |     |     |
| 2007-2008 |     | 7   |     |     |     |
| 2008-2009 |     | 4   |     |     |     |
| 2009-2010 |     | 11  |     |     |     |
| 2010-2011 |     | 10  |     |     |     |
| 2011-2012 |     | 1   |     |     |     |
| 2012-2013 | 5   |     |     |     |     |
| 2013-2014 | 4   |     |     |     |     |
| 2014-2015 | 12  |     |     |     |     |
| 2015-2016 | 8   |     |     |     |     |
| 2016-2017 | 11  |     |     |     |     |
| 2017-2018 | 18  |     |     |     |     |
| 2018-2019 |     | 3   |     |     |     |
| 2019-2020 |     | 4   |     |     |     |
| 2020-2021 |     | 1   |     |     |     |
| 2021-2022 | 9   |     |     |     |     |
| 2022-2023 | 14  |     |     |     |     |
| 2023-2024 | 13  |     |     |     |     |